# Джени Огдън
Д-р Дженифър (Джени) Ан Огдън (на английски: Jenni Ogden) е новозеландски учен и писателка на произведения в жанра любовен роман и невропсихология.

## Биография и творчество
Родена е на 28 април 1948 г. в Южния остров на Нова Зеландия. Израства в дом изпълнен с книги и музика. Завършва зоология и психология, и прави следдипломна квалификация за докторска степен в Масачузетския технологичен институт. Там работи с Хенри Молайсън (известен като пациент ХМ), който има амнезия вследствие на операция за лечение на епилепсия чрез лоботомия. След завръщането си работи на академична длъжност в университета в Окланд в областта на клиничната психология и невропсихологията като директор на програмата „Клинична психология“. Получава стипендии за работа в Оксфордския университет и Австралийски национален университет. Работата си описва в над 60 научни статии в специализираните списания и в книгите „Fractured Minds: Case-Study Approach to Clinical Neuropsychology“ (1996) и „Trouble In Mind: Stories from a Neuropsychologist's Casebook“ (2012). Описва историите на различни пациенти с широк спектър от редки невропсихологични нарушения. През 2015 г. получава отличие на цялостната си дейност от Международното невропсихологично дружество.
През 2008 г. напуска работата си и се насочва към художествената литература. Първият ѝ роман „Капка в океана“ е публикуван през 2016 г. Главната героиня Ана е 49-годишната невроложка, която губи финансирането на нейната изследователска лаборатория. Тя се отправя към Острова на костенурките на Големия бариерен риф, за да избяга от всичко, но там се сблъсква с провокации към собствената си вяра в силата на любовта. Книгата е удостоена с няколко престижни награди за най-добър роман.
Джени Огдън живее със семейството си на остров в Северен Куинсланд.

## Произведения

### Самостоятелни романи
- A Drop in the Ocean (2016)
Капка в океана, изд.: „СББ Медиа“, София (2018), прев. Ивайла Божанова

### Документалистика
- Fractured Minds: Case-Study Approach to Clinical Neuropsychology (1996)
- Trouble In Mind: Stories from a Neuropsychologist's Casebook (2012)